# رشيد فرشيو
رشيد فرشيو هو مخرج سينمائي تونسي.

## أعماله
- الحادثة، 2008
- كش ملك، 1994
- خريف 86، 1991
- أطفال القلق، 1975
- يسرا، 1971

## وصلات خارجية
- رشيد فرشيو على موقع IMDb (الإنجليزية)
- رشيد فرشيو على موقع ألو سيني (الفرنسية)
- رشيد فرشيو على موقع أول موفي (الإنجليزية)
- رشيد فرشيو على موقع قاعدة بيانات الفيلم (الإنجليزية)
- رشيد فرشيو على موقع كينوبويسك (الروسية)

- رشيد فرشيو في السينما